# Spectacle pyrotechnique

Nocturne en noir et or : la fusée qui retombe, par James Abbott McNeill Whistler.

Un spectacle pyrotechnique est un spectacle résultant de la mise en œuvre d'un grand nombre de feux d'artifice unitaires.

## Définitions
Il peut y avoir confusion entre la notion de feu d'artifice, qui désigne l'artifice en tant que produit fini, aussi bien que le spectacle résultant de l'agencement spécifique de pièces pyrotechniques.
Le développement de la notion de spectacle pyrotechnique au sens règlementaire se trouve dans l'apparition de la règlementation CE en matière de certification et de mise en œuvre de pièces pyrotechniques (retrait progressif des règlementations nationales). Ainsi selon ce règlement CE, un spectacle pyrotechnique contenant au moins un artifice de catégorie F4 ou C4, ou bien si l'ensemble de la masse de matière active qui sera brûlée excède 35 kg.
Dans le langage courant un spectacle pyrotechnique désigne toute forme de feu d'artifice musical ou non, mêlant éventuellement des arts nouveaux avec ou sans contrôle totalement automatique ou semi-automatique du déroulement du spectacle.

## Historique
Le développement en Europe des premiers spectacles pyrotechniques est à créditer à plusieurs royautés. 
Le premier spectacle pyrotechnique en Angleterre date du XVIe siècle avec des démonstrations devant Elizabeth I en 1572. Un livre d'Adrien Romain, mathématicien flamand, les évoque en 1611. En France, le premier vrai feu a été tiré sur la Place des Vosges, à Paris (alors Place Royale), pour le mariage d’Anne d’Autriche avec Louis XIII en 1615 , mariage qui marque la fin aux hostilités entre Bourbons et Habsbourg. Un Traité des feux artificiels..., est alors consacré au sujet d’un point de vue militaire par Francis Malthus, ingénieur dans l’armée française et appelé en France François de Malte.
Georg Friedrich Haendel débuta la tradition des feux d'artifice musicaux, avec la composition des Music for the Royal Fireworks (Musique pour les feux d'artifice royaux), datant de 1749. Il y avait à cette époque une maîtrise technique des feux d'artifice et une synchronisation du jeu musical.
De ce fait, on trouve des traductions anglo-saxonnes du terme spectacle pyrotechniques fortement influencées par ce très riche passé artistique (Musikfeuerwerk - allemand, fuochi artificiali musicali - italien...).

## Développement technique
L'apparition progressive de systèmes de sonorisations de plus en plus puissants et fiables permet de couvrir musicalement un public toujours plus large. Certaines Compétitions Internationales de Feux d'Artifice se déroulent dans des baies côtières. Des barges supportent très souvent les pas de tirs. Les systèmes de sonorisation sont réparties sur de très vastes arcs côtiers de plusieurs kilomètres.
Presque simultanément, plusieurs dizaines d'années ont été nécessaires pour voir appliqués des protocoles informatiques aux systèmes de tirs des feux d'artifice. Le Pyrodigital est un exemple notable dans la profession. On parle dorénavant de console de tir, partiellement ou totalement informatisée.
Le code temporel Timecode a été définitivement standardisé en 1972. Il permet l'asservissement et l'autonomisation de systèmes de tirs ou de portions de systèmes de tirs, et même la synchronisation entre différents systèmes de tirs. Enfin, le Timecode permet l'avènement des simulations de feux d'artifice, qu'elles soient réalisées pour une présentation commerciale, ou bien pour la conception d'un grand spectacle.
Par exemple, il devient possible d'enregistrer sur une seule piste de lecture (par exemple un fichier audio dédié) les marqueurs de temps des départs des artifices ("tops") et la bande sonore à diffuser. De plus, ces impulsions de départs des artifices sont réglables jusqu'au millième de seconde près, de sorte à synchroniser l'allure musicale et les effets visuels et sonores.
Il devient également possible d'intégrer d'autres paramètres, tels que le décalage de la perception du son par le public, le déclenchement d'autres équipements artistiques (lasers...).

## Autres applications
Le secteur de la démolition avec des explosifs peut, dans le cadre d'un bâtiment, d'une carrière ou tout autre ouvrage, simuler, choisir et exécuter une méthode de destruction dont le déclenchement de la réalisation est seulement possible par informatique.